# Macha van der Vaart
Macha van der Vaart, född den 17 april 1972 i Alkmaar, Nederländerna, är en nederländsk landhockeyspelare.
Hon tog OS-brons i damernas landhockeyturnering i samband med de olympiska landhockeytävlingarna 2000 i Sydney.
Hon tog därefter OS-silver i damernas landhockeyturnering i samband med de olympiska landhockeytävlingarna 2004 i Aten.